# Ūkio bankas
Ūkio bankas (Укйо банкас) VSE — банк що припинив свою діяльність литовський комерційний банк, перший приватний банк у пострадянській історії Литви.
Банк з литовським капіталом, займався наданням банківських послуг юридичним і фізичним особам. Штаб-квартира розташовувалася в м. Каунас.
Власники: 
- В. Н. Романов (р. 15 червня 1947) — литовський бізнесмен російського походження, президент і засновник Ūkio bankas.